# Henri Brocard

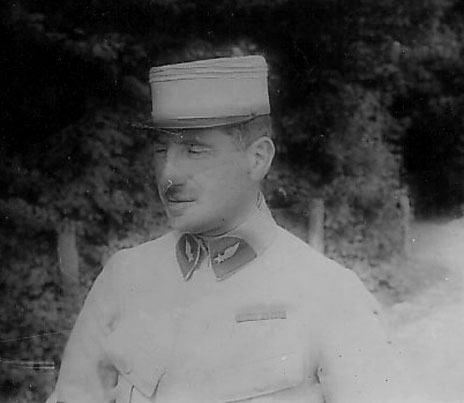
Henri Brocard

Pierre René Jean Baptiste Henri Brocard (Vignot, 12 mei 1845 - Bar-le-Duc, 16 januari 1922) was een Frans wiskundige.
Brocard was officier in het Franse leger, bij de genie, en hield zich onder meer bezig met meteorologie, maar is vooral bekend om zijn werk over driehoeken.
Zijn bekendste ontdekking is de stelling betreffende de punten van Brocard:
In een driehoek ABC met zijden a, b en c, is er precies een punt P, zodanig dat de lijnstukken AP, BP en CP de zijden c, a en b onder dezelfde hoek ω snijden, dat wil zeggen zodanig dat 
{\displaystyle \angle PBC=\angle PCA=\angle PAB}.
Dit punt heet het eerste brocardpunt van de driehoek ABC. Voor de brocardhoek ω geldt 
{\displaystyle \cot \omega =\cot \alpha +\cot \beta +\cot \gamma }.